# Melipotes fumigatus
Melipotes fumigatus là một loài chim trong họ Meliphagidae.